# Liste der Kulturdenkmale in Kressbronn am Bodensee

Wappen der Gemeinde Kressbronn am Bodensee

Plakette für denkmalgeschützte Anlagen und Bauten

In der Liste der Kulturdenkmale in Kressbronn am Bodensee sind die Kulturdenkmale der baden-württembergischen Gemeinde Kressbronn am Bodensee und ihren Ortsteilen nebst Weilern im Bodenseekreis in Deutschland aufgelistet.
Grundlage ist das am 28. Februar 1983 erstellte Verzeichnis der unbeweglichen Bau- und Kunstdenkmale des Landesdenkmalamts Baden-Württemberg mit Stand vom 7. Oktober 1999 und zwei Erweiterungen aus dem Jahr 2011.
Die Liste ist nach Ortsteilen bzw. Weilern und innerhalb dieser nach Straßen alphabetisch sortiert. Am Ende der Liste sind zwei ehemalige, inzwischen abgerissene Baudenkmale aufgeführt.

## Allgemein
- Bild: Zeigt ein ausgewähltes Bild aus Commons, „Weitere Bilder“ verweist auf die Bilder im Medienarchiv Wikimedia Commons.
- Bezeichnung: Nennt den Namen, die Bezeichnung oder die Art des Kulturdenkmals.
- Lage: Straßenname und Hausnummer oder Flurstücknummer des Kulturdenkmals, gegebenenfalls auch den Ortsteil. Die Grundsortierung der Liste erfolgt nach dieser Adresse. Der Link (Karte) führt zu verschiedenen Kartendiensten mit der Position des Kulturdenkmals. Fehlt dieser Link, wurden die Koordinaten noch nicht eingetragen. Sind diese bekannt, können sie über ein Tool mit einer Kartenansicht einfach nachgetragen werden. In dieser Kartenansicht sind Kulturdenkmale ohne Koordinaten mit einem roten bzw. orangen Marker dargestellt und können durch Verschieben auf die richtige Position in der Karte mit Koordinaten versehen werden. Kulturdenkmale ohne Bild sind an einem blauen bzw. roten Marker erkennbar.
- Datierung: Baubeginn, Fertigstellung, Datum der Erstnennung oder grobe zeitliche Einordnung entsprechend des Eintrags in der zuständigen Denkmaldatenbank (Landesamt für Denkmalpflege Baden-Württemberg).
- Beschreibung: Kurzcharakteristik des Kulturdenkmals.

## Kulturdenkmale in der Gemeinde Kressbronn am Bodensee

### Ortsmitte
| Bild           | Bezeichnung                                        | Lage                                                                   | Datierung              | Beschreibung | ID |
| -------------- | -------------------------------------------------- | ---------------------------------------------------------------------- | ---------------------- | --- | -- |
|                | Villa mit Garten und Bootshafen                    | Andreas-Brugger-Weg 4 (Karte)                                          | 1889/1902              | Zweigeschossiges Wohnhaus mit Wiederkehr, Veranda und Satteldächern inmitten eines großen unterteilten Gartens samt befestigtem Bootshafen, das aus kulturhistorischen, bautypologischen sowie heimatgeschichtlichen Gründen als erhaltenswert gilt, Südwestseite mit Schindelblechen, vielen Fenstern, Balkon und Zugangstreppe zwischen Garten und Hochparterre; im Inneren Ausstattungsdetails aus der Erbauungszeit in großem Umfang erhalten Geschützt nach § 2 DSchG | BW |
|                | Hausmadonna                                        | Berger Straße 2 (Karte)                                                | 17. Jahrhundert        | lebensgroße, polychrome Holzplastik, stellt Maria als Himmelskönigin mit Krone, Zepter und purpurnem Gewand dar, auf ihrer linken Hand hält Maria das Christuskind mit Weltkugel und Segnungsgestus. Geschützt nach § 2 DSchG |    |
|                | Bauernhaus                                         | Berger Straße 6 (Karte)                                                | 18. Jahrhundert        | Traufenständiges Bauernhaus mit Satteldach, in Ständer-Balken-Konstruktion mit Holzbalkenkeller, rautenverziertem Ortganggesims und vorgelegter Freitreppe, Wohnteil aus dem 18. Jahrhundert, Ökonomieteil nach 1900, 1948 Erweiterung um Anbau mit Kammer, Wasch- und Backküche; Geschützt nach § 2 DSchG |    |
| Weitere Bilder | Katholische Pfarrkirche „Maria Hilfe der Christen“ | Hauptstraße 17 (Karte)                                                 | 1936/37                | einschiffiger Saalbau mit gestufter Hängedecke und Rundbogenfenstern, sowie einem eigenwilligen Glockenturmals gestalterisches Hauptmotiv, nach Plänen des Architekten Hans Herkommer errichtet, seit 1957 auch Pfarrkirche, zählt zu den wichtigen Kirchenbauten Württembergs, die in den zwei Jahrzehnten vor dem Zweiten Weltkrieg gebaut wurden Geschützt nach § 2 DSchG |    |
| Weitere Bilder | St. Eligius-Kapelle                                | Hauptstraße 17/1 (Karte)                                               | 17. Jahrhundert        | 1710 wurde die alte Kapelle durch Graf Anton von Montfort erneuert und 1748 in barocker Gestalt mit einem sechseckigen Zwiebelturm umgebaut, 1871 wurde über der Eingangstür ein Säulendach angebaut und in den Jahren 1992–1995 die Bleiverglasung, das Dach und die Außenfassade mit der 1780 aufgemalten Sonnenuhr renoviert, seit Mitte der 1950er Jahre Gedenkstätte für gefallene Soldaten der beiden Weltkriege. von der ursprünglichen Ausstattung ist nur barocke Hochaltar erhalten Geschützt nach § 28 DSchG |    |
| Weitere Bilder | ehemaliges Schulhaus                               | Hauptstraße 19 (Karte)                                                 | 1924                   | zweigeschossig mit großem Walmdachkörper, Grundform alter Amts- und Schulhausarchitektur, aber mit charakteristischen Brüstungsgesimsen und kleinen Dachreiter mit Glockenstuhl, von den damals noch selbständigen Gemeinden Hemigkofen und Nonnenbach gemeinsam errichtet, heute Rathaus Geschützt nach § 2 DSchG |    |
| Weitere Bilder | Wegkreuz                                           | Kirchsteige, am alten Kirchweg von Hemigkofen nach Gattnau (Karte)     | um 1860/70             | grüner Sandsteinsockel mit gut gegliedertem Aufbau über rechteckigem Grundriss in primär klassizistischen Formen und mit religiöser Textinschrift; hoher, zweistufiger, gusseiserner Kreuzaufsatz mit kapitellartigen Balkenenden und einem ebenfalls aus Guss gefertigten, großen Kruzifix (Viernageltypus). Geschützt nach § 2 DSchG |    |
|                | Bauernhaus                                         | Kirchstraße 13/1 (Karte)                                               | um 1700                | Teil eines ehemaligen Anwesens mit der Gefachfolge Wohnteil, Stall, Tenne und Remise in Ständer-Balken-Konstruktion, aufwendig und sorgfältig gestalteter Giebel mit zwei Schutzdächern und unter anderem Herz-Jesu-Motiv-Bemalung, Ökonomieteil durch Brand 1975 und weiterer Originalbestand 1991 durch nicht genehmigten Abbruch verloren Geschützt nach § 2 DSchG |    |
| Weitere Bilder | Wegkreuz                                           | Nunzenbergweg an der Weggabelung Gattnau/Mittelmühle/Obermühle (Karte) | spätes 19. Jahrhundert | roter, dreiseitig beschrifteter Sandsteinsockel mit vierteiligem Aufbau über rechteckigem Grundriss, hochrechteckiger Pfeiler auf einem mit Karniesprofilen gestaltetem Unterbau, gusseiserner Kreuzaufsatz ist an den dreipassförmigen Balkenenden mit Blattwerk verziert und mit einem ebenfalls gusseisernen Kruzifix versehen, Inschrift: Christus hat mich geliebt und sich für mich dahingegeben. Geschützt nach § 2 DSchG |    |
| Weitere Bilder | Wegkreuz                                           | Ottenbergweg, auf der Nonnenbacher Halde des Ottenbergs (Karte)        | 1870                   | grüner Sandsteinsockel mit dreiteiligem gusseiserner Kreuzaufsatz über einem fast quadratischen Grundriss, Inschrift mit Weinrebenmotiven, Kreuz und Anker: Bete oft zu Gott O Mensch Um Stärke In der Hoffnung, Sei gegrüßt heiliges Kreuz, unsere einzige Hoffnung, Im Kreuz allein ist alles Heil, nach Renovierung 2001 neu geweiht. Geschützt nach § 2 DSchG |    |
|                | Wohnhaus                                           | Riedweg 5 (Karte)                                                      | 1924                   | eingeschossiges Villengebäude mit prägnantem, sehr hohem Krüppelwalmdach, Verbreiterung der Giebelflächen, die Schmückung der Pfettenköpfe mit Zierbrettern sowie die rautenförmige Aufdoppelung der Türen als typische Elemente der ländlichen Wohnarchitektur Geschützt nach § 2 DSchG |    |
| Weitere Bilder | Schlössle                                          | Seestraße 20 (Karte)                                                   | 1829                   | Hans von und zu Aufseß erwarb im Juli 1863 das Bauernanwesen, ließ es umbauen und legte einen großen Park an, 1875 kaufte der Jurist Otto Bohlmann den Besitz, ließ das bestehende Wohnhaus abreißen und die heutige zweigeschossige Villa mit viergeschossigem Turm errichten; nach mehreren Verkäufen übernahm Anfang 1934 die Gemeinde Kressbronn das Anwesen, dann wurde es durch die NSDAP als Gauführerschule genutzt und kam 1945 in den Besitz der französischen Besatzungsmacht, nach Kriegsende diente es unter anderem als Obdachlosenasyl, Schule, Werkstätte, Verkehrsamt und Gemeindebücherei; heute befindet sich im Schlössle die Dauerausstellung Historische Schiffsmodelle von Ivan Trtanj. Geschützt nach § 2 DSchG |    |
|                | Bauernhaus                                         | Seestraße 43 (Karte)                                                   | 18. Jahrhundert        | Hofanlage des ehemals selbständigen Weilers Kreßbronn, Haupthaus im Typ eines Einhauses mit Satteldach, in der Gefachfolge Wohnteil mit Hausflur-Doppelstall-Tenne-Remise, Nebengebäude außen wie auch im Inneren mit schwarzgrauen Begleitstrichen entlang der Fachwerkhölzer. Geschützt nach § 2 DSchG |    |
|                | Wohnhaus                                           | Tettnanger Straße 28                                                   | 1847                   | Zweigeschossiges, klassizistisches Wohnhaus einer Hofanlage, Fassaden und das relativ flach geneigte Satteldach aufwendig und repräsentativ gestaltet mit charakteristisch hoch gelegenem, herrschaftlichen Mitteleingang, Gesimse und hohen Fenstern, Kelleranlage mit zwei Kellerhälsen und fünf Tonnengewölben. Geschützt nach § 2 DSchG |    |

### Berg
| Bild | Bezeichnung | Lage                        | Datierung       | Beschreibung | ID |
| ---- | ----------- | --------------------------- | --------------- | --- | -- |
|      | Wegkreuz    | bei Blütenstraße 20 (Karte) | 1886            | grüner Sandsteinsockel mit gut gegliedertem Aufbau über rechteckigem Grundriss trägt die mit Karniesprofilen verzierte Fußplatte des hochrechteckigen Pfeilers mit religiösen Textinschriften und Jahreszahl auf der Rückseite, gusseiserner Kreuzaufsatz mit Kruzifix (Viernageltypus), an dreipassförmigen Balkenenden mit Blattwerk geschmückt Geschützt nach § 2 DSchG |    |
|      |             | bei Weinbichl 6 (Karte)     | 16. Jahrhundert | In den gemauerten und verputzten, etwa zweieinhalb Meter hohen Bildstock mit einer 96 cm hohen, polochrome Christusfigur aus Holz (um 1530) als Schmerzensmann, Bildstock mit seitlich mehrstufig vorkragenden Nischenaufsatz und einem auffällig steilen Satteldach Geschützt nach § 2 DSchG                                                                              |    |

### Betznau
| Bild | Bezeichnung                       | Lage                   | Datierung              | Beschreibung | ID |
| ---- | --------------------------------- | ---------------------- | ---------------------- | --- | -- |
|      | Backhaus                          | Am Rain Nr. 14 (Karte) | 1841                   | Kleiner, in verputztem Ziegelmauerwerk ausgeführter Rechteckbau mit an den Traufen weit überstehendem Satteldach, nur von außen zugänglicher Dachraum, diente zur Lagerung von Gerätschaften und Brennmaterialien Geschützt nach § 2 DSchG |    |
|      | Ehemaliger Gasthof „Zum Hirschen“ | Rebenweg 22            | um 1700                | ehemals Schildwirtschaft, stattliche Hofanlage mit Haupthaus, Ökonomiegebäude (1859) und gusseisernem Schalenbrunnen vor dem Haupthaus (spätes 19. Jahrhundert), zweigeschossiges Haupthaus (Einhaus), teils als Ständerbalkenbau, teils massiv und teils in Fachwerk errichtet, teilverbretterter Westgiebel, markant profilierte Knaggen, Ökonomiegebäude mit zwei Durchfahrttennen, dienten als Gaststallung und Wagenremise Geschützt nach § 2 DSchG |    |
|      | Bildstock                         | Ecke 6                 | spätes 17. Jahrhundert | nach einem Verkehrsunfall um 1960 beschädigt und deshalb versetzt, rechteckiger Grundriss mit satteldachgedeckten Nischenaufsatz, in der rundbogigen Nische wird die auf Blech gemalte Heilige Dreifaltigkeit in volkstümlichem Habitus aus dem Ende des 18. Jahrhunderts gezeigt Geschützt nach § 2 DSchG |    |

### Döllen
| Bild | Bezeichnung | Lage             | Datierung              | Beschreibung | ID |
| ---- | ----------- | ---------------- | ---------------------- | --- | -- |
|      | Bauernhaus  | Döllen 5 (Karte) | spätes 18. Jahrhundert | eingeschossiges Argengau-Einhaus mit Satteldach und der Gefachfolge Wohnteil mit Hausflur, Stall, Tenne und Remise – letztere drei sind inzwischen abgebrochen, der heute verputzte Wohnteil ist über einem hohen Sockel mit von außen zugänglichem Holzbalkenkeller als Ständerbalkenbau ausgeführt Geschützt nach § 2 DSchG |    |

### Gattnau
| Bild           | Bezeichnung                          | Lage                             | Datierung                 | Beschreibung | ID |
| -------------- | ------------------------------------ | -------------------------------- | ------------------------- | --- | -- |
|                | Neues Schulhaus                      | Pfarrweg 3 (Karte)               | 1912                      | zweigeschossiges Gebäude mit kubischer Grundform und hohem Walmdach, nach Plänen eines Josef Bauer errichtet, mit Korbbogeneingang und zweiläufiger Freitreppe, reiner Jugendstil wurde vermieden, aber bestimmte Bauformen des Barocks bevorzugt. Geschützt nach § 2 DSchG |    |
|                | Ehemaliges Kaplaneihaus              | Pfarrweg 7 (Karte)               | 1836                      | Der zweigeschossige Steinbau über quadratischem Grundriss mit dreiachsiger Fenstergliederung, an der Eingangsfront mit klassizistisch geprägtem Mitteleingang, orientiert sich an dem barocken Amtshaustypus, ein aus Holz gefertigtes, markantes Traufengesims als Übergang von den Wandflächen zum steilen Zeltdach Geschützt nach § 2 DSchG |    |
|                | Wohnhaus einer Hofanlage             | St. Gallus-Straße 29 (Karte)     | 1. Hälfte 18. Jahrhundert | eingeschossiges Wohnhaus einer sogenannten südoberschwäbischen Hofanlage, seit 1884 durch den Anbau einer Ökonomie Einhauscharakter, Gewölbe- und Holzbalkenkeller, darüber massiver Sockel, der den heute verputzten Kernbau trägt, dahinter teilweise seltenes Sichtfachwerkgefüge mit aussteifenden Andreaskreuzen Geschützt nach § 2 DSchG |    |
|                | Altes Schulhaus                      | St. Gallus-Straße 52 (Karte)     | 1881/82                   | nach Plänen des Tettnanger Oberamtsbaumeisters Rapp in T-förmigem Grundriss erbaut, zweigeschossiger Putzbau, großer Schulsaal im Erdgeschoss, Lehrerwohnung im Obergeschoss, verzierende Elemente am umlaufenden Stockwerk- und Traufengesimse, zweiläufige Freitreppe mit durch Tierallegorien und Pflanzenmotiven verzierten Gittern, Verdachungen der Fenster und Pilaster an den Ecken des Gebäudes Geschützt nach § 2 DSchG |    |
| Weitere Bilder | Katholische Pfarrkirche „St. Gallus“ | St. Gallus-Straße 56 (Karte)     | 1788                      | Erweiterung 1902/04 durch westlichen Vorbau unter gleichzeitiger Erhöhung des Westgiebels und der Schiffmauern, der Kreuzweg sowie die Bleiglasfenster der heutigen Kirche wurden 1963 vom Vorarlberger Künstler und Restaurator Konrad Honold gestaltet Geschützt nach § 28 DSchG |    |
|                | Gefallenendenkmal                    | zur St. Gallus-Straße 56 (Karte) |                           | Denkmal der Erinnerung an die im Jahre 1870 im Kriege gegen Frankreich ausmarschierten Soldaten, aufrecht stehender, grob behauener Gesteinsblock mit einer rundbogigen Tafel mit Gravur das Wappen des Königreichs Württemberg, umgeben von Kriegsgerät, Lorbeer und Fahnen, sowie die Namen der vier Kriegsopfer aus Hemigkofent: Konrad Koros (* 1846) starb 1870 in der Schlacht bei Wörth, Josef Anton Lipp (* 1845; † 1870 im Feldlazarett zu Coulmiers) und Gebhard Halder (* 1847; † 1870 im Feldlazarett zu Noisiel) starben an Typhus, Johannes Glatthaar (* 1844) wurde in der Schlacht bei Champigny schwer verletzt und starb im Oktober 1906. Geschützt nach § 2 DSchG |    |
|                | Pfarrhaus                            | St. Gallus-Straße 58 (Karte)     | 1788/89                   | Nach Plänen des Vorarlbergers Joh. Bapt. Thumb erbauter, zweigeschossiger Steinbau über leicht eckigem Grundriss mit Vollwalmdach, breitem Korbbogeneingang und einer ebenerdigen Kelleranlage entlang des Mittelflures Geschützt nach § 2 DSchG |    |
|                | Bauernhaus                           | Wäschbachweg 15 (Karte)          | 1824                      | eingeschossiges und quer geteiltes Einhaus, unter einem durchgehenden Satteldach befinden sich Wohnteil mit Hausflur, die Remise und der Stall mit Tenne, 2005 fachgerecht renoviert Geschützt nach § 2 DSchG |    |
|                | Wegkreuz                             | Gewann Brühl (Karte)             |                           | roter rechtwinkliger Sandsteinsockel mit vierteiligem Aufbau und religiösen Inschrift: Herr Jesu Christ, Dein Kreuz und Tod Laß sein mein Grab In Sterbensnoth, auf dem durch eine kapitellartige Abdeckplatte mit Zinnenkranz abgeschlossenen Pfeiler ein reich verzierter, gusseiserner Kreuzaufsatz mit polygonalen Balkenenden und einem ebenfalls gusseisernen Kruzifix Geschützt nach § 2 DSchG |    |

### Gießen
| Bild           | Bezeichnung                     | Lage               | Datierung           | Beschreibung | ID |
| -------------- | ------------------------------- | ------------------ | ------------------- | --- | -- |
| Weitere Bilder | Ehemalige Burg und Veste Gießen | Gießen 1–3 (Karte) | 14. Jahrhundert     | als Turmhügelburg erbaute Burg, im Mittelalter ein wehrhaftes Wasserschloss, Graben durch einen Kanal von Laimnau her ständig mit Wasser der Argen versorgt, heutige Gestalt seit 1482, Torturm (Zugang zum Hof) aus dem späten 16. Jahrhundert, in Privatbesitz und gut erhalten, kann aber nicht besichtigt werden, Geschützt nach § 28 DSchG |    |
|                | Abgegangene Siedlung Tutnau     | (Karte)            | 14./15. Jahrhundert | südlich der Burg gelegen, 1398 ist die Kapelle Tuttenow genannt, 1405 kommen Teile der Siedlung, zusammen mit anderen Orten, an das Spital Lindau, 1478 kaufen die Pfleger des Spitals das fehlende Drittel hinzu, die Georgskapelle war der Pfarrei Wasserburg inkorporiert und 1629 vollständig zerfallen, letzte sichtbare Baureste der Siedlung Mitte des 17. Jahrhunderts verschwunden. Heute zeugt von dem ehemaligen Tuttnauer Oesch und dem Kirch-Oeschle nur noch die Flurbezeichnung Kircheschle Geschützt nach § 2 DSchG |    |

### Gießenbrücke
| Bild | Bezeichnung                                   | Lage                   | Datierung | Beschreibung | ID |
| ---- | --------------------------------------------- | ---------------------- | --------- | --- | -- |
|      | Gasthof „Zum Hirschen“ (heute „Zum Zollhaus“) | Gießenbrücke 1 (Karte) |           | Auf der westlichen Seite der Gießenbrücke wurde früher der Zoll erhoben, bis 1806 war das ‚Zollhaus‘ Erblehenhof der Grafen von Montfort, später Poststation des Hauses Thurn und Taxis, seit 1816 ist es im Besitz der Familie Kramer. Das zweigeschossige Gebäude liegt an dem historisch bedeutsamen Argenübergang der Fernstraße Lindau-Tettnang-Ravensburg-Ulm, sein hohes Vollwalmdach über einem barocken Kehlgesims und der erhöht gelegene, sandsteinerne Rundbogeneingang mit rautenförmig aufgedoppelter Haustür sind charakteristisch. Der feingliedrige und vegetabilisch ornamentierte, gusseiserne Ausleger ist aus dem Jahr 1826. Geschützt nach § 2 DSchG |    |

### Gohren
| Bild           | Bezeichnung | Lage                               | Datierung | Beschreibung | ID |
| -------------- | ----------- | ---------------------------------- | --------- | --- | -- |
| Weitere Bilder | Hängebrücke | Langenargener Straße L 334 (Karte) | 1896/97   | Die Kabelhängebrücke ist eine unter dem württembergischen König Wilhelm II. durch Karl von Leibbrand errichtete Straßenbrücke, die die Argen zwischen Kressbronn und Langenargen überspannt. Die vier je zwölf Meter hohen Pfeiler dienen zur Abstützung der beiden Tragkabel, an denen der Brückenüberbau mit 72 Meter Stützweite über Hängestäbe aus Rundstahl aufgehängt ist. Geschützt nach § 12 DSchG |    |

### Heiligenhof
| Bild | Bezeichnung                       | Lage                | Datierung | Beschreibung | ID |
| ---- | --------------------------------- | ------------------- | --------- | --- | -- |
|      | Ehemalige Wehranlage (Lenensburg) | Heiligenhof (Karte) |           | Höhensiedlung der Hallstattzeit 600 Meter nordöstlich des Heiligenhofs, später eine Höhensiedlung frühalemannischer Zeit (3./4. Jh.), die wiederum durch eine Burganlage aus spätmerowingisch-karolingischer Zeit (7./8. Jh.) überbaut wurde Geschützt nach § 12 DSchG |    |

### Kalkähren
| Bild | Bezeichnung | Lage        | Datierung | Beschreibung | ID |
| ---- | ----------- | ----------- | --------- | --- | -- |
|      | Bauernhaus  | Kalkähren 1 | 1805      | Das heutige Haus Madlener ist das Haupthaus der ehemaligen Hofstätte Kalkähren und stammt aus der Zeit der Vereinödung zum Anfang des 19. Jahrhunderts. Das stattliche Einhaus mit Wohnteil, Tenne, Remise und Stall wurde in den frühen 1990er Jahren teilinstandgesetzt und seine Fassade farblich aufgewertet. Geschützt nach § 2 DSchG |    |

### Kochermühle
| Bild           | Bezeichnung            | Lage                  | Datierung              | Beschreibung | ID |
| -------------- | ---------------------- | --------------------- | ---------------------- | --- | -- |
| Weitere Bilder | Kapelle „St. Antonius“ | Kochermühle 3 (Karte) | spätes 17. Jahrhundert | Die dem Heiligen Antonius, dem Einsiedler, geweihte Kapelle auf dem Hof der Kochermühle besitzt einen drei mal fünf Meter große Raum mit Apsis, Altärchen und kleiner Nische, sie erscheint 1878 erstmals im Gebäudeverzeichnis der Kochermühle und diente früher wahrscheinlich als Wegekapelle an der alten Fuhrstraße von Lindau nach Buchhorn, sie ist heute das einzige erhaltene Bauwerk des alten Mühlenhofs. Geschützt nach § 2 DSchG |    |

### Kümmertsweiler
| Bild | Bezeichnung  | Lage                         | Datierung                | Beschreibung | ID |
| ---- | ------------ | ---------------------------- | ------------------------ | --- | -- |
|      | Wegkreuz     | Kümmertsweiler               | spätes 19. Jahrhundert ? | grüner Sandsteinsockel über quadratischem Grundriss mit Rundbogennische, gusseisernem Kreuzaufsatz und relativ kleinem Kruzifix, zur Andacht am alten Pfarrweg von Kümmertsweiler nach Gattnau aufgestellt Geschützt nach § 2 DSchG                                                                                                |    |
|      | Flurkreuz    | bei Kümmertsweiler 8 (Karte) | spätes 19. Jahrhundert ? | grüner Sandsteinsockel über quadratischem Grundriss mit Textinschrift „Gott schütze unsere Fluren“ an der Schauseite, kapitellartiger Abdeckplatte, gusseisernem Kreuzaufsatz mit Blattwerk an den dreipassförmigen Balkenenden und Kruzifix, am nördlichen Ortsausgang zum Schutz der Fluren aufgestellt Geschützt nach § 2 DSchG | BW |
|      | Mariengrotte | bei Kümmertsweiler 11        | 1923                     | Am Wirtschaftsweg zum Nonnenbachtal künstlich erstellte Felssteingrotte, die vom Motiv her an die Marienerscheinung der Bernadette Soubirous am 11. Februar 1858 in Lourdes erinnert. Die Marienfigur wurde aus bemaltem Gips hergestellt. Geschützt nach § 2 DSchG                                                                |    |

### Linderhof
| Bild           | Bezeichnung             | Lage                     | Datierung       | Beschreibung | ID |
| -------------- | ----------------------- | ------------------------ | --------------- | --- | -- |
|                | Bauernhaus              | Linderhof 1 (Karte)      | 18. Jahrhundert | typisches eingeschossiges Argengau-Einhaus im Weiler Linderhof mit von außen zugänglichem Holzbalkenkeller und Sichtfachwerkgefüge mit Andreaskreuzen, steht auf der bereits erstmals 1469 erwähnten Hofstelle „Zur Linden“ Geschützt nach § 2 DSchG |    |
| Weitere Bilder | Kapelle „St. Sebastian“ | Kapellenstraße 1 (Karte) | 1600            | einschiffiger, schlichter Rechteckbau mit einem eingezogenen, dreiseitig geschlossenen Chor, Deckengemälde mit der Heiligen Familie (H. Siebenrock, 1906) und das Glasfensterbild in der Chormitte, an der alten Landstraße von Lindau nach Tettnang gelegen und 1600 vom Grafen Johann III. von Montfort gestiftet, erste Renovierung und Erweiterung (Turmanbau) 1696, hier läuten zweierlei Glocken: die Wetterglocke (der Heiligen Dreifaltigkeit geweiht) und eine zweite von 1617 (den beiden Heiligen Sebastian (= der Erhabene) und Philippus geweiht) Geschützt nach § 2 DSchG |    |

### Retterschen
| Bild           | Bezeichnung          | Lage                      | Datierung            | Beschreibung | ID |
| -------------- | -------------------- | ------------------------- | -------------------- | --- | -- |
|                | Ehemaliger Lehenshof | Backhausweg 15 (Karte)    | 1798                 | Ehemaliger Lehenshof des Klosters Löwental, beachtenswertes, vom Haustyp her zweigeschossiges Gebäude mit reichem Sichtfachwerkobergeschoss, im massiven Erdgeschoss ein repräsentatives, erhöht gelegenes Sandsteinportal mit Wappen und Jahreszahl Geschützt nach § 2 DSchG |    |
|                | Bildstock            | zu Backhausweg 15 (Karte) | 1797                 | aus Sandstein gefertigt, mit aufwendig gestaltetem Nischenaufsatz, die ursprüngliche Bildtafel einer Marienkrönung (?) wurde durch eine moderne Muttergottesdarstellung der Kressbronner Bildhauerin Hilde Broër ersetzt Geschützt nach § 2 DSchG |    |
|                | Hausheiliger         | Dorfstraße 55 (Karte)     | 1900                 | an einem Bauernhaus zum Schutze des Anwesens angebrachte Holzfigur des Heiligen Florians, der besonders vor Feuer und Wasser bewahren soll, eine in barocker Tradition stehende volkskünstlerische Arbeit. Die farbig gefasste Figur steht auf einer kräftig profilierten Konsole und vor einem auf Holz gemalten Hintergrundbild, das brennende Häuser darstellt. Sie ist als römischer Krieger mit Fahne und Wasserschaff gearbeitet, die den Jugendstil voraussetzenden Zierformen unterhalb des Bildes legen eine Datierung zu Anfang des 20. Jahrhunderts nahe. Geschützt nach § 2 DSchG                                      |    |
| Weitere Bilder | Hofanlage Milz       | Dorfstraße 56 (Karte)     | 18./19. Jahrhundert  | bestehend aus Haupthaus (1855/75) mit Wohnräumen und Stallungen, Scheuer (1717), Remise (1803) und Backhaus (1705), typischer ehemaliger Bauernhof der Region in seltener Vollständigkeit und Ursprünglichkeit am originalen Standort erhalten, um das Jahr 800 erwarb das Kloster St. Gallen Besitz in Retterschen, die Wohnräume wurden 1855 vom Schultheißen der damaligen Gemeinde erbaut und mit einer Amtsstube ausgestattet, in der die Gemeindeverwaltung bis 1870 ihren Sitz hatte. Die Hofanlage wurde von der Denkmalstiftung Baden-Württemberg zum Denkmal des Monats September 2005 ernannt. Geschützt nach § 2 DSchG |    |
|                | Wegkreuz             | bei Mühlenweg 2 (Karte)   | Ende 19. Jahrhundert | mauerwerkimitierender, dreistufiger Sandsteinsockel mit rechteckigem Grundriss, spitzbogiger Figurennische, großem, gusseisernen Kreuzaufsatz und einem etwa ein Meter hohen Kruzifix Geschützt nach § 2 DSchG |    |

### Riedensweiler
| Bild | Bezeichnung | Lage                       | Datierung | Beschreibung | ID |
| ---- | ----------- | -------------------------- | --------- | --- | -- |
|      | Wegkreuz    | zu Riedensweiler 4 (Karte) | 1892      | roter Sandsteinsockel mit rechteckigem Grundriss mit vierteiligem Aufbau, durch eine kapitellartige Abdeckplatte mit Karniesprofil abgeschlossene, hochrechteckige Pfeiler, Inschrift: Gekreuzigter Herr Jesus Christus erbarme Dich unser im Leben u. im Tode! und auf der Rückseite: Jesus mein Gott Über Alles liebe ich dich, großer, gusseiserner Kreuzaufsatz mit filigranen, neugotischen Zierformen in Maß- und Blattwerk sowie einem ebenfalls aus Guss gefertigten Kruzifix und einer Madonna am Fuß des Kreuzes Geschützt nach § 2 DSchG |    |

### Schleinsee
| Bild           | Bezeichnung         | Lage                 | Datierung             | Beschreibung | ID |
| -------------- | ------------------- | -------------------- | --------------------- | --- | -- |
|                | Kaplaneihaus        | Schleinsee 2 (Karte) | Mitte 18. Jahrhundert | zweigeschossiger, repräsentativer Steinbau über quadratischem Grundriss mit charakteristischem erhöht gelegenen Mitteleingang und Zeltdach über hölzernem Traufgesims, hohem Balkenkeller und barocker Stuckrahmung in der Wohnstube über dem Schleinsee im gleichnamigen Ort Geschützt nach § 2 DSchG |    |
|                | Gutshaus            | Schleinsee 3 (Karte) | 1904                  | Wohnhaus einer Hofanlage aus der Zeit des Jugendstils, über einem in das Jahr 1720 datierten Gewölbekeller des Vorgängerbaus errichtet, zweigeschossiger Sichtziegelbau mit von Säulen flankiertem Portal und einem weit überstehendem Krüppelwalmdach Geschützt nach § 2 DSchG |    |
| Weitere Bilder | Kapelle „St. Maria“ | Schleinsee 5 (Karte) | 1737                  | am 18. Juli 1737 in nur 100 Tagen in Formsprache und Thematik des Barocks erbaut, gestiftet (zusammen mit der Kaplanei) von Johann Melchior Sauter (gebürtig 1686 aus einem montfortischen Schupflehenhof in Schleinsee), durch den Konstanzer Weihbischof Graf Fugger am 7. Juli 1746 geweiht, im Inneren zeigen die Altarbilder, umrahmt von Figuren der Heiligen Johannes von Nepomuk und Franz Xaver, eine Himmelfahrt, im Chor und an den Seitenaltären die Anbetung der Könige sowie die Heilige Familie Geschützt nach § 28 DSchG |    |

### Tunau
| Bild           | Bezeichnung                                           | Lage       | Datierung | Beschreibung | ID |
| -------------- | ----------------------------------------------------- | ---------- | --------- | --- | -- |
| Weitere Bilder | Kapelle „St. Joseph und St. Joachim“ mit Kaplaneihaus | Tunau 6, 8 | 1659      | von Graf Hugo von Montfort in Auftrag gegeben und zu Ehren der Heiligen Josef und Joachim am 17. Oktober 1659 vom Konstanzer Bischof Franz Johann Vogt von Altensumerau und Prasberg geweiht, an der Kapellendecke ein Gemälde, das den Tod des Heiligen Josef darstellt, das berühmte romanische Vortragekreuz aus der Mitte des 12. Jahrhunderts befindet sich seit 1957 im Museum Langenargen. Seit der Renovierung 1974 sind neben den Figuren der Namenspatrone und der Muttergottes auch eine Maria- und Johannes-Figur zu sehen. Das rund fünfzig Meter westlich der Kapelle stehende ehemalige Kaplaneihaus, ein zweigeschossiger Steinbau mit Rundbogenportal und Satteldach, wurde 1728 errichtet. Geschützt nach § 28 DSchG |    |

## Ehemalige Kulturdenkmale
| Bild | Bezeichnung              | Lage                       | Datierung              | Beschreibung | ID |
| ---- | ------------------------ | -------------------------- | ---------------------- | --- | -- |
|      | Ehemalige Landungsbrücke | bei 56/1 Seestraße (Karte) | 1878                   | eigentliche Landungsbrücke ist abgebrochen, einige Dalben noch vorhanden. An dieser Stelle ist erstmals 1794 eine hölzerne Schiffslände belegt; mit Zulassung des Dampfschiffverkehrs wurde 1878 der neue, wesentlich längere Steg errichtet; Ende der 1990er Jahre war er der einzige noch erhaltene seiner Art im Bodenseekreis, musste dann aber den technischen Anforderungen folgend, dem heutigen Landungssteg weichen. |    |
|      | Ehemaliges Ausgedinghaus | Untermühleweg 9 (Karte)    | frühes 19. Jahrhundert | abgebrochen, ehemals zur Untermühle gehörend, zweigeschossiges Gebäude mit Satteldach mit gestelzter Hausstruktur und mehrfunktionalem Wirtschaftsbereich im massiven Erdgeschoss, über seitliche Außentreppen zugängliches Wohngeschoss, Obergeschoss wie auch der Südgiebel mit sehr kleinen Holzschindeln verkleidet |    |